# برج الساعة التذكاري للملكة فيكتوريا
برج الساعة التذكاري للملكة فيكتوريا هو برج ساعة يوبيلي على الطراز المغربي داخل مدينة جورج تاون في ولاية بينانج الماليزية. يقع عند تقاطع شارع لايت وشارع بيتش، وتم بناؤه لإحياء ذكرى اليوبيل الماسي للملكة فيكتوريا في عام 1897.
يقع البرج على بعد ستين قدمًا من مركز الساعة، أي قدمًا واحدة لكل عام من حكم فيكتوريا. تقع زاوية الجدار المحيط بقلعة كورنواليس خلف البرج، تم التبرع به من قبل تشياه تشين إيوك، رجل أعمال محلي، والذي قدم 30 ألف دولار لهذا الغرض. صممه السيد بيرس، مهندس بلدية بينانج، وبناه السادة بارنيت وستارك. برج الساعة مائل قليلاً نتيجة القصف خلال الحرب العالمية الثانية.